# Dittlofsroda

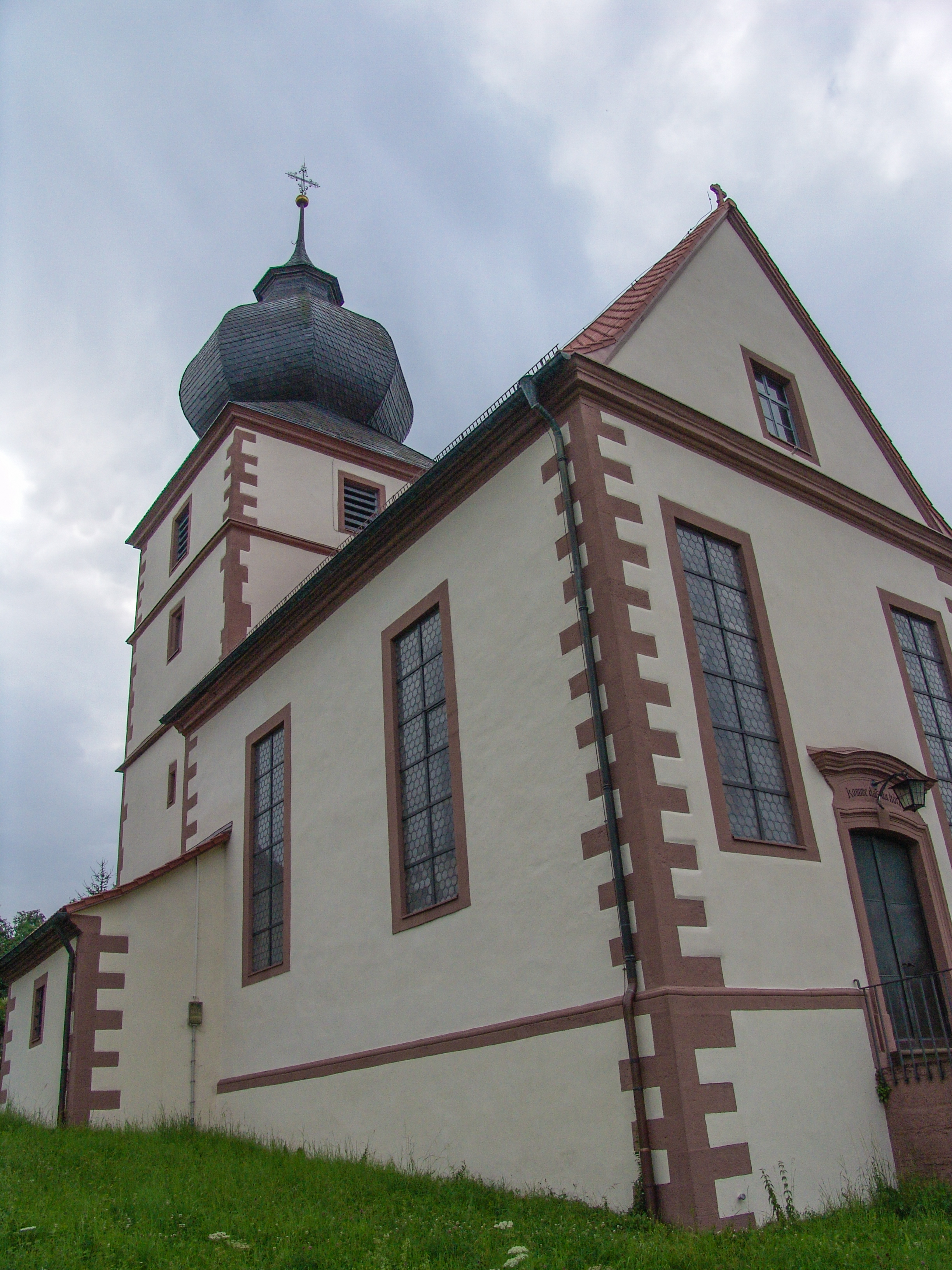
Evangelische Kirche

Dittlofsroda ist ein Gemeindeteil der Gemeinde Wartmannsroth im unterfränkischen Landkreis Bad Kissingen in Bayern.

## Geographische Lage
Das Pfarrdorf Dittlofsroda liegt südwestlich von Wartmannsroth. Die Durchfahrtsstraße von Dittlofsroda führt südwärts nach Gräfendorf und mündet nordwärts in die Staatsstraße 2302 nach Wartmannsroth.

## Geschichte

### Mittelalter
Die erste bekannte Erwähnung von Dittlofsroda stammt etwa aus dem Jahr 900 in Bezug auf Abgaben an das Kloster Fulda. Der Ursprung des Ortsnamens bezieht sich auf eine von einem Dietlof durchgeführte Rodung. Im Lauf der Zeit wandelte sich der Name zu Ditolfesrode (um 1150), Didolverode (1339), Dittlofroda (1383), Dittloffrode (1391), Dittlofrode (1430), Ditolffrode (1441), Dietelsroda (1455), Tutolfsroda (1481), Dittolfsrode (1538), Difftelrode (1561), Ditlofs-rode (1644), Dittlofsrode, Dietlesroda und Dittlofsroth (1840).
Während der Ort um 1300 noch zur Herrschaft Rieneck gehörte, fiel er am 1. Juli 1339 dem Erzstift zu. Am 28. Oktober 1391 wurde er ein Lehen von Eberhard von Grumbach zu Ussenkaim. Am 9. Juni 1450 versprachen Karl von Thüngen und sein Sohn Wolf dem Grafen Philipp von Rieneck wegen Schulden unter anderem im Zusammenhang mit „Ditolffrode“ Beistand in dessen Fehden. Im Jahr 1455 durfte Sigmund von Thüngen aus „Dietelsroda“ die Zehntreichnisse beziehen.

### Frühe Neuzeit
Am 4. Juli 1538 wurde ein Drittel von „Dittolfsrode“ mit Gerichtsbarkeit als Lehen an Neidhart von Thüngen verliehen. Am 3. Mai 1557 erhielt Dietz von Thüngen halb „Dittolfroidt“ als Lehen; dieser Anteil hatte vorher den Brüdern Stachius und Bernhard gehört. Von Mitte des 16. Jahrhunderts bis in die erste Hälfte des 17. Jahrhunderts gab es Meinungsverschiedenheiten zwischen den Herren von Thüngen und den Grafen zu Rieneck bezüglich der Zehntleistungen des Ortes.
In die Jahre 1563 bis 1587 fällt die Amtszeit des ersten nachweisbaren protestantischen Pfarrers des Ortes, der auch für Völkersleier, Waizenbach, Weickersgrüben und Windheim zuständig war. Im Jahre 1622 strebte der Würzburger Domherr Samuel von Thüngen durch die Einführung eines Coexercitiums, das einen katholischen Gottesdienst durch den Pfarrer von Wolfsmünster ermöglichte, eine Gleichstellung der katholischen Ortseinwohner mit den Protestanten; doch erst im 19. Jahrhundert war die Angelegenheit gelöst. Mit einer Matrikel für Dittlofsroda wurde 1661 begonnen. Aus den Jahren 1807 und 1808 sind mehrere Berichte über die Anstellung eines katholischen Lehrers bekannt; im Jahr 1813 entstand die Schule des Ortes. Unter den 413 Einwohnern zu dieser Zeit befanden sich viele Juden; die 102 Katholiken des Ortes gehörten zur Pfarrei Wartmannsroth.

### Geschichte der jüdischen Gemeinde
Eine jüdische Gemeinde existierte in Dittlofsroda seit dem 18. Jahrhundert. 1833 hatte der Ort 80 jüdische Einwohner, 1910 waren es noch 25. An Einrichtungen hatte die jüdische Gemeinde in Dittlofsroda eine Synagoge (erbaut 1795), eine jüdische Religionsschule und ein rituelles Bad (Mikwe). 1933 wohnten noch 14 jüdische Personen am Ort. Gemeindevorsteher war zu dieser Zeit Sigmund Stern. Im Zuge des Novemberpogroms 1938 wurden die jüdischen Einwohner am frühen Abend des 10. November 1938 um ca. 17.30 Uhr von Männern des SA-Sturms Hammelburg heimgesucht. Die Pogromschläger demolierten in barbarischer Weise die Wohnungen und Geschäfte der jüdischen Familien. 
Die Synagoge wurde im Innenraum angezündet und „ausgeräuchert“. Danach wurden die Kultgegenstände und das Mobiliar des jüdischen Gotteshauses mit Äxten und Beilen demoliert. Die Pogromtäter kamen aus Hammelburg, Neuwirtshaus, Schwärzelbach und Waizenbach. Der für die Pogrome im Kreis Hammelburg hauptverantwortliche SA-Sturmführer Karl Hartmann, geb. 1911 im Lager Hammelburg, fiel 1941 und konnte nach 1945 für seine schweren Straftaten nicht belangt werden. Die Synagoge blieb als Gebäude bis 1977 erhalten und wurde dann abgerissen. Eine Gedenktafel am Gemeindehaus in Dittlofsroda (neben dem Schützenhaus) erinnert heute an die einstige jüdische Gemeinde mit dem Text: „In Dittlofsroda bestand eine jüdische Kultusgemeinde, deren Synagoge sich im Straßenzug 'Zum Schondratal' zwischen Nr. 2 und 8 befand. Die Gemeinde gedenkt ihrer ehemaligen jüdischen Mitbürger. Zur Erinnerung und Mahnung“. 
Von den in Dittlofsroda geborenen und/oder längere Zeit am Ort wohnhaften jüdischen Personen sind in der NS-Zeit umgekommen: Else Adler, Isaak Josef Adler, Ludwig Adler, Moritz Adler, Pauline Adler, geb. Schuster; Erna Aron, geb. Goldner; Margarete Feingold, geb. Goldner; Mali Frank, geb. Strauss; Irma Gayer, geb. Goldner; Moses Goldner, Johanna Goldschmidt, Klara Goldschmidt, Lina Goldschmidt, geb. Grünlaub; Sally Goldschmidt.

### Eingemeindung nach Wartmannsroth
Dittlofsroda gehörte zu dem am 1. Juli 1972 aufgelösten Landkreis Hammelburg und kam an diesem Tag zum Landkreis Bad Kissingen. Im Rahmen der Gebietsreform in Bayern wurde Dittlofsroda am 1. Mai 1978 nach Wartmannsroth eingemeindet.